# Iglesia de San Millán (Salamanca)
La iglesia de San Millán, en la ciudad de Salamanca, es un antiguo templo de origen románico que actualmente alberga el centro de interpretación del patrimonio salmantino, llamado Monumenta Salmanticae.
El edificio se encuentra en la calle Veracruz, en el antiguo territorio de los serranos. Aunque fue una de las primeras iglesias románicas de Salamanca, del edificio original sólo se conserva el ábside. A principios del siglo XVIII el edificio se unió al colegio de San Millán. Se reedifica en 1765 por Jerónimo García de Quiñones. Los últimos ocupantes del edificio fueron las Siervas de María quienes lo utilizaron para el cuidado de enfermos. 
El colegio, fundado por Francisco Rodríguez de Varillas, fue el primero de los menores, después de los cuatro mayores. Del mismo se conserva una magnífica fachada hacia la calle de Libreros, hoy Biblioteca Santa María de Los Ángeles, cedida por Caja Duero a la Universidad de Salamanca. En él se admitían ocho colegiales y cinco familiares y su hábito era de manto oscuro y beca de color rosa.

## Monumenta Salmanticae
Desde 2010 el edificio, de propiedad municipal y sin culto, alberga el Centro de Interpretación sobre el Patrimonio Arquitectónico y Urbano de la Ciudad de Salamanca, Monumenta Salmanticae, cuyo proyecto expositivo fue redactado y ejecutado por la Fundación del Patrimonio Histórico de Castilla y León.
El Centro pretende ser un espacio innovador y singular. La Fundación del Patrimonio Histórico ofrecerá al visitante información y un punto desde el que acercarse al patrimonio arquitectónico y monumental del área histórica de la ciudad, así como a los valores patrimoniales y urbanos que merecieron la declaración por la UNESCO de Salamanca como Ciudad Patrimonio de la Humanidad, desde una perspectiva original, con las tecnologías más actuales, para facilitar al visitante sensaciones y posibilidades de interactuar y acceder a la información, en castellano y en inglés. El proyecto se apoya en recreaciones virtuales, infografía y otros elementos audiovisuales. Destaca por su concepción minimalista y elegante, de amplios espacios abiertos, que combina el carácter patrimonial del edificio con un contenido contemporáneo. La mayor parte de la instalación está en la nave del templo aunque los espacios de la sacristía también se utilizarán. Un audiovisual presenta los principales hitos monumentales y patrimoniales de la ciudad en un video-wall. Una gran maqueta con un vídeo-show, un recurso que permite proyectar sobre la reproducción a escala imágenes y envolverla con sonidos, ocupa el espacio central y permite dos niveles de interpretación: para niños y adultos.